# عبد بن حميد
«أبو محمد» عبد بن حُميد بن نصر الكَسّي  (أو الكشي) «يُقال أن اسمه: عبد الحميد» (170 هـ - 249 هـ) مُحدّث وصاحب مُسند.

## طلبه للعلم
ولد بعد سنة السبعين ومئة. حدث عن: علي بن عاصم الواسطي، ومحمد بن بشر العبدي، وابن أبي فديك، ويزيد بن هارون، ويحيى بن آدم، وأبي علي الحنفي، وأبي داود الحفري، وعبد الرزاق، وجعفر بن عون، وأبي أسامة، وأبي داود الطيالسي، وأبي بدر السكوني، وعبد الرحمن بن عبد الله الدشتكي، وسلم بن قتيبة، وزيد بن الحباب، وعبد الله بن بكر، وعمر بن يونس اليمامي، والواقدي ، ومحاضر بن المورع، ومصعب بن المقدام، وأبي عاصم، وخلق كثير مذكورين في تفسيره الكبير، وفي مسنده.
حدث عنه: مسلم بن الحجاج، والترمذي، والبخاري تعليقا في دلائل النبوة من صحيحه، وبكر بن المرزبان، وشريح بن أبي عبد الله النسفي الزاهد، والمكي بن نوح المقرئ، وعمر بن محمد بن بجير، ومحمد بن عبد بن عامر السمرقندي، وإبراهيم بن خزيم بن قمير الشاشي، وأبو معاذ العباس بن إدريس بن الفرج الكسي، وأبو سعيد حاتم بن حسن الشاشي، والحسن بن الفضل بن أبي البزاز، وأبو عمر حفص بن بوخاش، وسلمان بن إسرائيل بن جابر الخجندي، وسهل بن شاذويه البخاري، وأبو سعيد الشاه بن جعفر بن حبيب النسفي، وأبو بكر محمد بن عمر بن منصور الكشي، ومحمد بن موسى بن الهذيل النسفي، ومحمود بن عنبر بن نعيم الأزدي النسفي، وغيرهم.

## ثناء العلماء عليه
قال أبو حاتم البستي في كتاب الثقات: «عبد الحميد بن حميد بن نصر الكشي، وهو الذي يقال له: عبد بن حميد، وكان ممن جمع وصنف، مات سنة تسع وأربعين ومائتين».
وقال الذهبي: «فأما قول من قال إنه توفي بدمشق، فإنه خطأ فاحش، فإن الرجل ما رأى دمشق لا في ارتحاله، ولا في شيخوخته. وقد وقع لنا المنتخب عاليا، ثم لصغار أولادنا».

## مؤلفاته
- تفسير عبد بن حميد
- مسند عبد بن حميد

## وفاته
توفي عبد بن حميد سنة 249 هـ.